# The Sims 4: Horse Ranch
The Sims 4: Horse Ranch je četrnaesti paket proširenja za igru The Sims 4. Paket je objavljen 20. srpnja 2023. na svim platformama. Horse Ranch u igru dodaje konje, uz još dvije vrste životinja: ovce i koze. Uključuje novi svijet zvan Chestnut Ridge, inspiriran zapadom SAD-a.

## Dodaci

### Novi objekti
- Hranilica za životinje
- Logorska vatra
- Plesni podij
- Krevet za konje
- Stroj za izradu nektara
- Polica za nektar
- Vreće za spavanje
- Klavir

### Novi kolekcionarski predmeti
- Konjski izmet
- Biljke
- Trava

### Nove vještine
- Izrada nektara
- Jahanje
- Spretnost (Konji)
- Izdržljivost (Konji)
- Skakanje (Konji)
- Temperament (Konji)

### Novi događaji
- Okupljanje na ranču
- Dan životinja

### Nova radiostanica
- Ranč

### Nove osobine
- Rančer
- Ljubitelj konja

### Nove težnje
- Šampion u jahanju
- Stručnjak za izradu nektara

### Novi lotovi zadaci
- Divlja prerijska trava

### Novi NPC-evi
- Radnik na ranču

### Druge nove značajke
- Konji
- Mini-ovce
- Mini-koze
- Natjecanja u jahanju